# Onirism
Onirismul a fost un curent din literatură română din anii 1960, considerat a fi una din formele suprarealismului românesc din literatură. Onirism are semnificația de caracter oniric al unei creații literare, iar oniric, în sens etimologic înseamnă ceea ce ține de vis sau are forma caracteristică visului.

## Prezentare
Având un program estetic coerent, grupul oniric s-a constituit în 1964 în jurul nucleului format din Dumitru Țepeneag și Leonid Dimov, scriitori care, frecventând cenaclul din jurul revistei literare Luceafărul, prezidat în acel moment de Eugen Barbu, i-au putut cunoaște mai întâi pe Virgil Mazilescu, Vintilă Ivănceanu și Iulian Neacșu, cărora li se vor alătura ulterior Daniel Turcea, Florin Gabrea, Emil Brumaru, Sorin Titel, Virgil Tănase, precum și alți scriitori români.
După ce Eugen Barbu e înlocuit la conducerea cenaclului de ex-avangardistul Miron Radu Paraschivescu, acesta obține acceptul editării unui supliment de versuri și proză al revistei craiovene Ramuri, (numit Povestea vorbei), pe care vrea să-l transforme într-o nouă revistă de avangardă care să-i unească pe vechii și pe noii onirici. În 1966 vor publica aici Vintilă Ivănceanu, Dumitru Țepeneag, Leonid Dimov și Virgil Mazilescu. Revista este interzisă rapid.  Din 1968, centrul atenției oniricilor se mută spre revista Luceafărul, unde, pe lângă scriitorii sus menționați, vor mai publica Emil Brumaru, Florin Gabrea, Sorin Titel, Daniel Turcea ș.a., iar Dumitru Țepeneag și Leonid Dimov își vor preciza și poziția teoretică.
Cu vagi rădăcini în literatura onirică universală, în special în zona romantismului german, considerat de alți critici un curent înrudit cu suprarealismul, dar și destul de apropiat de noul roman francez, grupul a fost repede interzis de cenzură. 
Dumitru Țepeneag a fost silit sà se exileze la Paris. Au rămas foarte multe texte teoretice, adunate în volum recent de Corin Braga, un continuator al esteticii onirismului, care se prelungește până în postmodernism prin operele lui Mircea Cărtărescu.
Au rămas de la onirici volumele Lungul drum al prizonierului, romanul parabolă kafkiană al lui Sorin Titel, povestirile lui Dumitru Țepeneag, precum și primele sale romane Zadarnică e arta fugii, Nunțile necesare, sau Cartea de vise și practic toate poemele lui Leonid Dimov. Nu trebuie uitată nici proza lui Vintilă Ivănceanu, Florin Gabrea și Virgil Tànase.

## Despre onirism
Dumitru Țepeneag, „În căutarea unei definiții” (1968):
| “ | „În ultima vreme s-a vorbit destul de mult despre oniric folosind termenul uneori peiorativ, alteori, cu totul superficial. Ce înseamnă în definitiv literatura onirică? Firește, etimologic, e limpede: oneiros vis. E limpede dar insuficient. […] Propun două categorii învecinate, în funcție de care să fie stabilită sfera noțiunii de oniric. Și anume: literatura fantastică și poezia suprarealistă. În perspectiva istoriei literare, literatura onirică va putea fi considerată o încercare de sinteză între fantasticul tradițional, de tip romantic, și suprarealism.” | ” |

| “ | „Pentru literatura onirică, așa cum o concep eu, visul nu este sursă și nici obiect de studiu; visul este un criteriu. Deosebirea este fundamentală: eu nu povestesc un vis (al meu sau al altcuiva), ci încerc să construiesc o realitatea analoagă visului. […] Suprarealiștii s-au străduit și ei să detecteze aceste elemente stranii din realitate (e suficient să ne gândim la Nadja a lui Breton ori la Țăranul la Paris a lui Aragon); dar au procedat ca niște reporteri în căutare de insolit, adică fără voința de a construi cu aceste elemente o altă lume, o lume paralelă asemănătoare visului.” | ” |

| “ | „S-a crezut multă vreme că ceea ce ar deosebi proza de poezie ar fi dreptul acesteia din urmă la o mai mare ambiguitate. […] Dar ambiguitatea, […] care garantează crearea unei opere deschise, nu este posibilă numai în poezie […] și cu atât mai puțin numai în poezia lirică. Aș spune chiar dimpotrivă, adăugând că oniricul și liricul se află într-o relație de suspiciune reciprocă. După părerea mea, poezia, mai exact atitudinea lirică în fața obiectelor din realitate, ține de dorința de cunoaștere imediată, prin exclamație chiar […], de tendința de apropriere a lumii din jur cu ajutorul aproape magic al metaforei. […] Poetul liric e robul metaforei, pentru că metafora e aceea care concentrează realitatea, „înghite” timpul și accelerează viteza versului. Citindu-l pe Dimov, sare de la început în ochi lipsa metaforelor. Dimov descrie, enumeră, inventariază, și de aceea are nevoie de tot mai mult spațiu […]; el de fapt povestește, narează o viziune analogă celor din vis, dar făcută, construită rațional; la urma urmei, mă întreb dacă ultimele poeme și visele lui Dimov mai pot fi numite poezii? Eu le-aș numi texte onirice pur și simplu.” | ” |

Gabriel Dimisianu în articolul Onirismul subversiv, „România literară”, nr. 10/ 1992, p. 4)
| “ | „Onirismul instituia, ca normă estetică intransigentă, «fuga» din real, transgresarea acestuia și respingea, în orice caz, atingerile artei cu politicul. Atunci? Adevărul este că nemulțumirea față de onirici nu a pornit de la literatura lor, ci de la manifestarea unora dintre ei în viața publică. La cenaclul lui Miron Radu Paraschivescu, la adunările scriitoricești mai largi, cum a fost acea faimoasă întâlnire a tinerilor scriitori cu Ion Iliescu, în ipostaza sa de atunci de prim secretar al C.C. al U.T.C., un D. Țepeneag, un V. Ivănceanu puneau întrebări incomode, sfidătoare, care băteau mult dincolo de «estetic», îi atacau fără inhibare pe scriitorii oportuniști, unii dintre ei «clasici în viață».” | ” |

.